# Nemčiňany
Nemčiňany (deutsch Nemtschin, ungarisch Nemcsény) ist eine Gemeinde im Westen der Slowakei mit 662 Einwohnern (Stand 31. Dezember 2024), die zum Kreis Okres Zlaté Moravce, einem Teil des Nitriansky kraj, gehört.

## Geographie

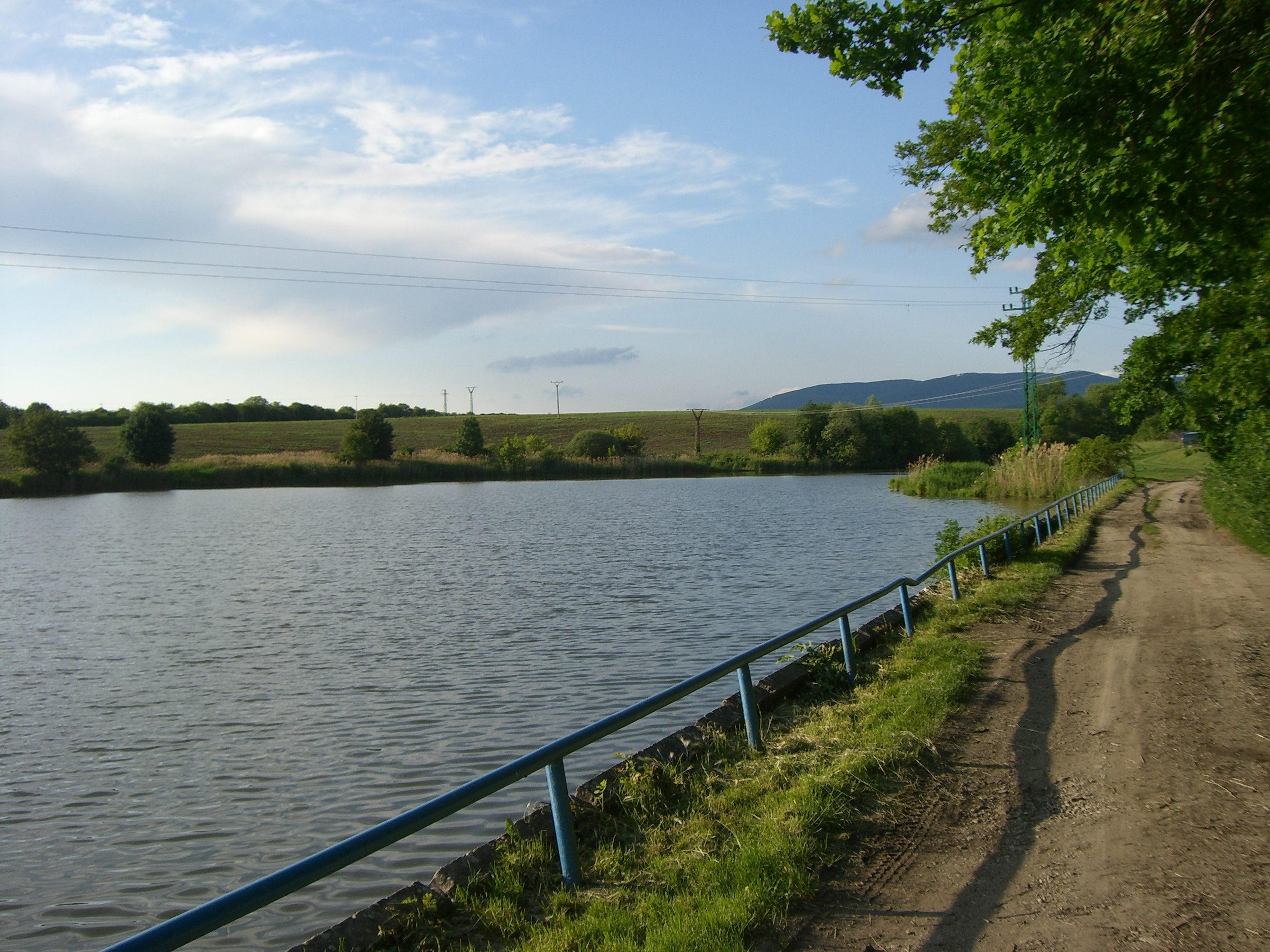
Staubecken Nemčiňany oberhalb des Ortes

Die Gemeinde befindet sich im Nordteil des Hügellands Pohronská pahorkatina im Tal des Baches Rohožnícky potok. Das Ortszentrum liegt auf einer Höhe von 212 m n.m. und ist 10 Kilometer von Zlaté Moravce entfernt.
Zur Gemeinde gehört neben dem Hauptort auch die südwestlich anschließende Katastralgemeinde Rohožnica (1283 ersturkundlich erwähnt, 1959 eingemeindet).
Nachbargemeinden sind Veľké Vozokany im Norden, Volkovce im Nordosten, Kozárovce im Osten, Malé Kozmálovce und Nový Tekov im Südosten, Kalná nad Hronom (Katastralgemeinde Mochovce) im Süden und Malé Vozokany im Westen.

## Geschichte

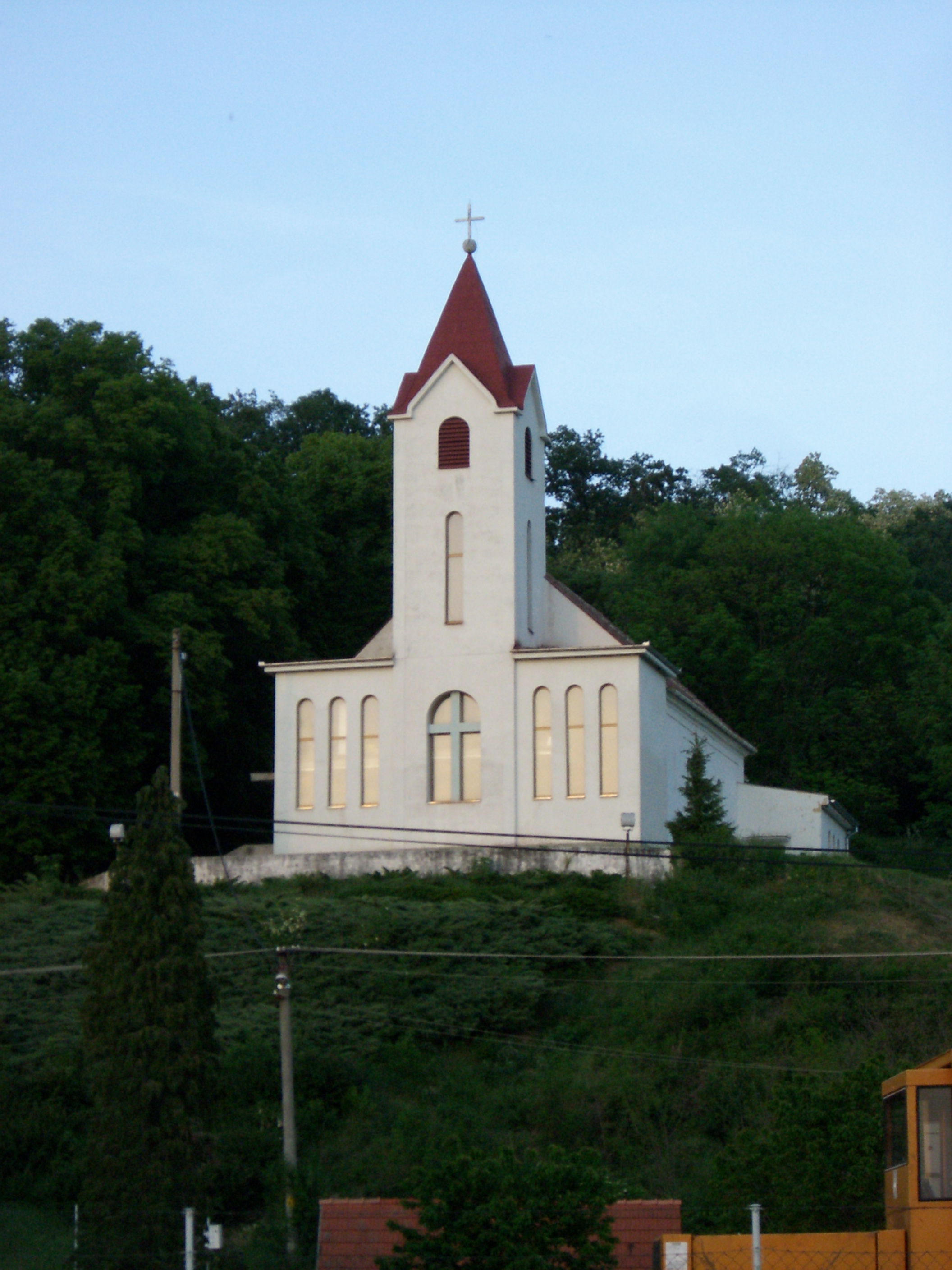
Michaelskirche in Nemčiňany

Nemčiňany wurde zum ersten Mal 1258 als Nempchen beziehungsweise Nempchin schriftlich erwähnt und war Besitz von Mitgliedern des niederen Adels. 1493 erwarb die Abtei von Hronský Beňadik einen Teil des Besitzes, gefolgt später vom Bistum Neutra (1521), dem Graner Kapitel (1559), vom Geschlecht Dobraviczky (1534), Dóczy (1563), dann vom Herrschaftsgebiet von Topoľčianky und schließlich vom Geschlecht Kosztolányi im 17. Jahrhundert. 1536 gab es acht Porta im Ort, 1601 standen hier 77 Häuser. 1720 wohnten 19 Steuerpflichtige in Nemčiňany, 1828 zählte man 64 Häuser und 416 Einwohner, die als Landwirte beschäftigt waren.
Bis 1918 gehörte der im Komitat Bars liegende Ort zum Königreich Ungarn und kam danach zur Tschechoslowakei beziehungsweise heute Slowakei.

## Bevölkerung
| Jahr                | 1994 | 2004    | 2014    | 2024    |
| ------------------- | ---- | ------- | ------- | ------- |
| Anzahl der Personen | 809  | 760     | 692     | 662     |
| Unterschied         |      | −6,05 % | −8,94 % | −4,33 % |

| Jahr                | 2023 | 2024    |
| ------------------- | ---- | ------- |
| Anzahl der Personen | 657  | 662     |
| Unterschied         |      | +0,76 % |

Gemäß der Volkszählung 2011 wohnten in Nemčiňany 695 Einwohner, davon 643 Slowaken und vier Tschechen. 48 Einwohner machten keine Angabe zur Ethnie.
592 Einwohner bekannten sich zur römisch-katholischen Kirche, jeweils vier Einwohner zu den Zeugen Jehovas und zur Evangelischen Kirche A. B., zwei Einwohner zur evangelisch-methodistischen Kirche sowie jeweils ein Einwohner zur griechisch-katholischen Kirche und zur tschechoslowakischen hussitischen Kirche; ein Einwohner bekannte sich zu einer anderen Konfession. 34 Einwohner waren konfessionslos und bei 56 Einwohnern wurde die Konfession nicht ermittelt.

## Bauwerke und Denkmäler
- römisch-katholische Michaelskirche aus dem 13. Jahrhundert, im 18. Jahrhundert umgebaut und barockisiert